# Vietnám az 1972. évi nyári olimpiai játékokon
Vietnám az NSZK-beli Münchenben megrendezett 1972. évi nyári olimpiai játékok egyik részt vevő nemzete volt. Az országot az olimpián 1 sportágban 2 sportoló képviselte, akik érmet nem szereztek.

## Sportlövészet
Nyílt
| Versenyző       | Versenyszám    | Pont | Helyezés |
| --------------- | -------------- | ---- | -------- |
| Hồ Minh Thu     | Szabadpisztoly | 524  | 49.      |
| Hương Hoàng Thi | Szabadpisztoly | 487  | 56.      |